# حق الدين الأول
حق الدين الأول (ازدهر عام 1328) كان سلطان سلطنة عفت وابن نحوي بن منصور بن عمر والشمة. وفقًا للويس، فإن الأمير حق الدين «حوّل الغزوات المتقطعة والمفككة لأسلافه إلى حرب عدوان واسعة النطاق، وعلى ما يبدو للمرة الأولى، صاغ دعوته لحمل السلاح في شكل حرب دينية ضد الكافر الحبشي». "".

## فتره الحكم
حق الدين الأول شجعه السلطان الناصر محمد ملك مصر لمهاجمة إثيوبيا. ألقى الأمير حق القبض على مبعوث إمبراطور إثيوبيا، أمدا سيون، عائداً من القاهرة، والذي حاول اعتناقه قسراً للإسلام، وعندما فشل ذلك قتل الرجل.
هُزم لاحقًا في معركة على يد الإمبراطور أمدا سيون عام 1328.